# Damalis limipidipennis
Damalis limipidipennis är en tvåvingeart som beskrevs av Joseph och Parui 1990. Damalis limipidipennis ingår i släktet Damalis och familjen rovflugor. Inga underarter finns listade i Catalogue of Life.